# 新幾內亞銀口天竺鯛
新幾內亞銀口天竺鯛（学名：Jaydia novaeguineae）又名新幾內亞天竺鯛、白鳍拟天竺鲷、白边天竺鱼、白边天竺鲷、白边拟天竺鲷，为輻鰭魚綱鈎頭魚目天竺鯛科银口天竺鲷属下的一个种。分布于印度洋到西太平洋的中国、日本、菲律宾、印度尼西亚、泰国湾、印度, 以及非洲东部的马达加斯加和肯尼亚，深度22至62公尺。模式产地为新几内亚。
新幾內亞銀口天竺鯛胸鳍通常有16条，前鳃盖骨边缘具弱锯齿且脊边缘光滑，体侧无横带或具8条模糊棕色横带，體長可達8.9公分，棲息在沙底質的淺水域，夜間活動，屬肉食性，繁殖期時，雄魚具有口孵習性，卵約7日化成仔魚，由雄魚吐出，具短暫的仔魚飄浮期，生活習性不明。